# 小林裕美
小林 裕美（こばやし ゆみ、1984年12月8日 - ）は日本の元グラビアアイドル。
神奈川県出身。10代目ミニスカポリス（平成15年度）に選ばれて有名になった。双子の姉も元グラビアアイドル、現在は専業主婦。
芸能活動をしていた頃は、株式会社アップヒル・エンタテインメントに所属していた。

## 出演

### テレビ番組
- 新・出動!ミニスカポリス（テレビ東京） 2003年4月より、10代目ミニスカポリスとして出演。
- 出動!ミニスカポリス全国版（BSジャパン）2004年3月まで、10代目ミニスカポリスとして出演。

### 写真集
- Private angel（2003年7月、アポロコミュニケーション、撮影：河野英喜）ISBN 978-4874549711
- Playing2（2003年3月、ワニマガジン社、撮影：木原伸幸）4名によるオムニバス ISBN 978-4898298770

### DVD
- エクスタシーY（2004年2月29日、ベガファクトリー）
- marianaeve（2002年9月25日、パイオニアLDC）田中久美子、橘れな との作品